# Tristagma tweedianum
Tristagma tweedianum là một loài thực vật có hoa trong họ Amaryllidaceae. Loài này được (Baker) Traub miêu tả khoa học đầu tiên năm 1963.